# Uromyces phacae-frigidae
Uromyces phacae-frigidae ist eine Ständerpilzart aus der Ordnung der Rostpilze (Pucciniales). Der Pilz ist ein Endoparasit der Schmetterlingsblütlergattung Astragalus. Symptome des Befalls durch die Art sind Rostflecken und Pusteln auf den Blattoberflächen der Wirtspflanzen. Sie ist holarktisch verbreitet.

## Merkmale

### Makroskopische Merkmale
Uromyces phacae-frigidae ist mit bloßem Auge nur anhand der auf der Oberfläche des Wirtes hervortretenden Sporenlager zu erkennen. Sie wachsen in Nestern, die als gelbliche bis braune Flecken und Pusteln auf den Blattoberflächen erscheinen.

### Mikroskopische Merkmale
Das Myzel von Uromyces phacae-frigidae wächst wie bei allen Uromyces-Arten interzellulär und bildet Saugfäden, die in das Speichergewebe des Wirtes wachsen. Die Spermogonien und Aecien der Art sind unbekannt. Gleiches gilt für ihre Uredien, möglicherweise werden sie nicht ausgebildet. Die Telien der Art wachsen systemisch auf den Wirtspflanzen. Ihre zimt- bis goldbraunen Teliosporen sind einzellig, in der Regel eiförmig bis breitellipsoid, warzig und meist 24–28 × 19–22 µm groß. Ihre Stiele sind bräunlich und bis zu 65 µm lang.

## Verbreitung
Das bekannte Verbreitungsgebiet von Uromyces phacae-frigidae umfasst die nördliche Holarktis.

## Ökologie
Die Wirtspflanzen von Uromyces phacae-frigidae sind Tragantarten (Astragalus spp.). Der Pilz ernährt sich von den im Speichergewebe der Pflanzen vorhandenen Nährstoffen, seine Sporenlager brechen später durch die Blattoberfläche und setzen Sporen frei. Die Art durchläuft einen wahrscheinlich mikrozyklischen Entwicklungszyklus, von dem bisher nur die Telien sowie deren Wirt bekannt sind. Ob sie einen Wirtswechsel vollzieht, lässt sich daher nicht sagen.